# 均四甲苯
均四甲苯，即1,2,4,5-四甲苯，是一种有机化合物，化学式为C6H2(CH3)4。它是带有甜气味的无色固体。它是四甲苯的三种同分异构体之一，其余两种为1,2,3,4-四甲苯（熔点−6.2 °C）和1,2,3,5-四甲苯（熔点−23.7 °C）。均四甲苯的熔点较高（79.2 °C），这反应出其分子的高度对称性。

## 制备
均四甲苯是煤焦油的组分之一，最初于1870年由偏三甲苯制备得到。它由其它甲苯（如对二甲苯或偏三甲苯）的甲基化反应得到。
C6H4(CH3)2   +   2 CH3Cl   →   C6H2(CH3)4   +   2 HCl
工业上利用二甲苯与三甲苯和甲醇的烷基化反应制得。均四甲苯可以根据其高熔点从它的异构体中选择性结晶出来。原始的合成方法包括以甲苯为原料的类似反应。